# Гуили, Розмари Эллен
Розмари́ Элле́н Гуи́ли (англ. Rosemary Ellen Guiley; 8 июля 1950, Форт-Лодердейл, Флорида — 18 июля 2019, Милфорд, Коннектикут) — американская писательница, автор справочных и энциклопедических изданий по тематике духовности, оккультизма и паранормальных явлений. Её работы переведены на 14 языков.

## Биография
Родилась 8 июля 1950 года в Форт-Лодердейле штата Флориде. Выросла в Анкоридже и Сиэттле.
Получила бакалавра гуманитарных наук в области коммуникаций в Вашингтонском университете.
Работала журналистом в Нью-Йорке.
Была членом правления Национального музея загадок и исследований (англ. National Museum of Mysteries and Research) и Фонда изучения пришельцев (англ. The Foundation for Research into Extraterrestrial Encounters).
Была замужем за Джозефом Редмайлсом, вместе которым жила в Милфорде, штат Коннектикут.

### Писательская деятельность
Перу Гуили принадлежит более 65 книг, среди которых «Атлас таинственного в Северной Америке» (англ. Atlas of the Mysterious in North America), где представлены описаны места расположенные в США и Канаде с загадочными  явлениями, написанные в соавторстве с Риком Фишером «НЛО и пришельцы, лунный ландшафт: торжество лунной астрономии, магии, легенд и преданий» (англ. UFOs and the ET Presence, Moonscapes: A Celebration of Lunar Astronomy, Magic, Legend and Lore) и «Неистовая уиджа: потрясающие подлинные истории» (англ. Ouija Gone Wild: Shocking True Stories). Две свои последние книги «Оборотни и люди-псы» англ. Werewolves and Dogmen и «Призрачные холмы и впадины: что скрывается в округе Грин, штат Пенсильвания» (англ. Haunted Hills and Hollows: What Lurks in Greene County, Pennsylvania) были написаны ей в соавторстве в Кевином Полом. Одним из её наиболее частых и любимых соавторов был Джон Заффис. Также она является автором десяти энциклопедий, среди которых «Энциклопедия ведьм и колдовства» (англ. The Encyclopedia of Witches and Witchcraft), «Энциклопедия ангелов» (англ. The Encyclopedia of Angels), «Энциклопедия демонов и демонологии» (англ. The Encyclopedia of Demons & Demonology), а также «Харперская энциклопедия мистики и паранормальных явлений» (англ. Harper’s Encyclopedia of Mystical & Paranormal Experience), где представлены темы  связанные с духовностью, мифологией и Нью-эйджем.
Как автор работ в области вампирологии была известна в среде субкультурных сообществ, которые исследовала. В частности она серьёзно изучала растущий феномен самопровозглашённых вампиров, посвятив им книгу «Вампиры среди нас» (англ. Vampires Among Us), вышедшую в 1991 году. Кроме того, Гуили выпустила ряд энциклопедических изданий: в 1994 году в издательстве Macmillan «Исчерпывающий справочник о вампирах» (англ. The Complete Vampire Companion), в 2005 году в издательстве Facts On File «Энциклопедию вампиров, оборотней и иных чудовищ» (англ. The Encyclopedia of Vampires, Werewolves and Other Monsters) и в 2008 году — «Вампиры» (англ. Vampires), в рамках серии «Тайны, легенды, необъяснимые явления» (англ. Mysteries, Legends and Unexplained Phenomena).
Гуили являлась редактором-консультантом журнала Fate, постоянным автором TAPS Paramagazine Атлантического паранормального общества и The Journal of Abduction-Encounter Research.

### Телевизионная деятельность
Была постоянным гостем радио ток-шоу Coast to Coast AM, в соавторстве с ведущим которого — Джорджем Нури написала книгу «Разговор с мёртвыми» (англ. Talking to the Dead). Кроме того, она выступала на телеканалах A&E («Тайная жизнь вампиров»/англ. The Secret Life of Vampires), Animal Planet (The («Утраченные плёнки»/англ. Lost Tapes; и «Приведения»/англ. The Haunted), CBS (новостное телешоу «Наблюдения»), Discovery Channel («Поиск: лунные загадки»/англ. The Quest: Lunar Mysteries; и «Вот это странно!» Уильяма Шетнера), History Channel («Ангелы: добро или зло»/англ. Angels: Good or Evil) и Travel Channel (Салемское ведьмовство и таинственные путешествия/англ. Witchcraft in Salem and Mysterious Journeys; «Дети могилы»/англ. Children of the Grave; «Одержимые»/англ. The Possessed  и «Охотник за приведениями»/англ. The Haunted Collector). Её знания и опыт легли в основу 4 сезона телесериала «Сверхъестественное». Принимала участие в таких мероприятиях, как International U.F.O Congress and Conference, Vail Symposium, and Michigan Paranormal Convention.

## Награды
- Lifetime Achievement Award Общества исследований паранормальных явлений Верхнего полуострова Мичигана (англ. Upper Peninsula Paranormal Research Society)(2015)[2][5]

## Критика
Американский телевангелист Джон Анкенберг выступил с критикой понимания Гуили  такого явления как интуиция,  о которой она в своей «Харперской энциклопедии мистики и паранормальных явлений» писал, что «интуиция неизменно оказывается права». Анкенберг отмечал, что в таком случае отбрасываются рациональное мышление и духовная проницательность. Кроме того, он высказал мнение, что на примере «Энциклопедии ангелов» можно сделать вывод, что Гуили и другие писатели нью-эйдж пишущие литературу про ангелов невольно обращаются к падшим ангелам и демонам. В книге Гуили «Ангелы милосердия» Анкенберг критикует её утверждение о том, что „ангелам“ стоит доверять безоговорочно, не опасаясь, что им могут притвориться демоны.

## Сочинения
- The Encyclopedia of Witches, Witchcraft & Wicca. Facts On File[англ.], 1989.

Third edition: Infobase Publishing, 2008. ISBN 0-8160-7103-9
- Tales of Reincarnation. Pocket Books[англ.], 1989. ISBN 0-671-66257-0.
- Harper's Encyclopedia of Mystical & Paranormal Experience. Harper San Francisco, 1991. ISBN 0-06-250366-9.

Second edition: Castle Books, 1994. ISBN 0-7858-0202-9.
- Vampires Among Us. Pocket Books, 1991.

Second edition: Pocket Books, 1991. ISBN 0-671-72361-8.
Rosemary Ellen Guiley’s Vampires Among Us Revised Edition. E-book, 2011.
Vampires Among Us Revised Edition. Visionary Living, Inc., 2014.
- Moonscapes: A Celebration of Lunar Astronomy, Magic, Legend and Lore. Prentice Hall Press, 1991. ISBN 0-13-541681-7
- The Mystical Tarot. Signet Books[англ.], 1991. ISBN 0-451-16800-3.
- The Encyclopedia of Ghosts and Spirits. Facts On File, 1992. ISBN 0-8160-2140-6

Third edition: Facts On File, 2007. Foreword by Troy Taylor. ISBN 0-8160-6737-6
- The Encyclopedia of Dreams: Symbols and Interpretations. Crossroad Publishing Company[англ.], 1993.

Second edition: Berkley Pub Group, 1995. ISBN 0-425-14788-6.
- The Complete Vampire Companion. Macmillan Publishers, 1994. ISBN 0-671-85024-5. With J.B. Macabre.
- Angels of Mercy. Pocket Books, 1994. ISBN 0-671-77094-2.
- Atlas of the Mysterious in North America. Facts On File, 1995. ISBN 0-8160-2876-1.
- The Angels Tarot. HarperSanFrancisco, 1995. ISBN 0-06-251193-9. With Robert M. Place[англ.].
- The Alchemical Tarot. Thorsons, 1995. ISBN 1-85538-301-2. With Robert M. Place[англ.].
- The Miracle of Prayer: True Stories of Blessed Healings. Pocket Books, 1995. ISBN 0-671-75692-3.
- The Encyclopedia of Angels. Facts On File, 1996. ISBN 0-8160-2988-1

Second edition: Facts on File, 2004. ISBN 0-8160-5024-4. Foreword by Lisa J. Schwebel.
- Blessings: Prayers for the Home and Family. Pocket Books, 1996. ISBN 0-671-53713-X.

Second edition: Simon & Schuster, 1998. ISBN 0-671-53714-8.
- Dreamwork For The Soul. Berkley Books, 1998. ISBN 0-425-16504-3.
- Wellness: Prayers for Comfort and Healing. Simon & Schuster, 1998. ISBN 0-671-53712-1.
- I Bring You Glad Tidings. Simon & Schuster, 1999. ISBN 0-671-02612-7.

Second edition: Simon & Schuster, 2010. ISBN 1-4516-0604-4.
- An Angel in Your Pocket. Thorsons, 1999. ISBN 0-7225-3967-3.
- Prayer Works: True Stories of Answered Prayer. Unity School of Christianity[англ.], 1999. ISBN 0-87159-243-6.
- Encyclopedia of the Strange, Mystical & Unexplained. Gramercy Books, 2001. ISBN 0-517-16278-4.
- Dreamspeak: How To Understand the Messages in Your Dreams. Berkley Books, 2001. ISBN 0-425-18142-1.
- The Encyclopedia of Saints. Infobase Publishing, 2001. ISBN 0-8160-4134-2.
- A Miracle in Your Pocket. Thorsons, 2001. ISBN 0-00-711530-X.
- Breakthrough Intuition. Penguin Group USA[англ.], 2002. ISBN 0-425-17655-X.
- The Quotable Saint. Infobase Publishing, 2002. ISBN 0-8160-4375-2.
- Ask the Angels. Element Books, 2003. ISBN 0-00-715130-6.

2009 edition: Thorsons. ISBN 0-00-732360-3.
- The Encyclopedia of Vampires, Werewolves and Other Monsters. Infobase Publishing, 2004. ISBN 0-8160-4684-0.

Second edition: The Encyclopedia of Vampires and Werewolves. Facts On File, 2011. ISBN 0-8160-8180-8.
- The Dreamer's Way: Using Proactive Dreaming To Heal And Transform Your Life. Berkley Books[англ.], 2004. ISBN 0-425-19423-X.
- Fairy Magic. Thorsons Element, 2004. ISBN 0-00-715129-2.
- The Tao of Dreaming. Berkley Books, 2005. ISBN 0-425-20280-1. With Sheryl Martin.
- Angel Magic For Love and Romance. Galde Press, 2005. ISBN 1-931942-14-5.
- The Encyclopedia of Magic and Alchemy. Infobase Publishing, 2006. ISBN 0-8160-6048-7.
- Vampires. Infobase Publishing, 2008. ISBN 0-7910-9398-0.
- Ghosts and Haunted Places. Infobase Publishing, 2008. ISBN 0-7910-9392-1.
- Witches and Wiccans. Infobase Publishing, 2008. ISBN 0-7910-9397-2.
- The Encyclopedia of Demons and Demonology. Infobase Publishing, 2009. ISBN 0-8160-7314-7. Foreword by John Zaffis[англ.].
- Dreams and Astral Travel. Infobase Publishing, 2009. ISBN 0-7910-9387-5.
- Ghosthunting Pennsylvania. Clerisy Press, 2009. ISBN 1-57860-353-6.
- Spirit Communications. Infobase Publishing, 2009. ISBN 0-7910-9391-3.
- Fairies. Infobase Publishing, 2009. ISBN 1-60413-630-8.
- Haunted Salem: Strange Phenomena in the Witch City. Stackpole Books[англ.], 2011. ISBN 0-8117-0756-3.
- Talking to the Dead. Tor Books, 2011. ISBN 0-7653-2538-1. With George Noory[англ.].
- The Vengeful Djinn: Unveiling the Hidden Agendas of Genies. Llewellyn Worldwide[англ.], 2011. ISBN 0-7387-2171-9. With Philip Imbrogno.
- Ouija Gone Wild: Shocking True Stories. Visionary Living, 2012. ISBN 978-0985724306. With Rick Fisher.
- Monsters of West Virginia: Mysterious Creatures in the Mountain State. Stackpole Books, 2012. ISBN 978-0811710282.
- Soul Journeys: Past and Future Lives, Visionary Living, Inc., 2013.
- The Big Book of West Virginia Ghost Stories. Stackpole Books, 2014. ISBN 978-0811711159.
- Pocket Dream Guide & Dictionary. Visionary Living, 2013.
- Dream Messages from the Afterlife.  Visionary Living, 2013.
- Dreamwork for Visionary Living. Visionary Living, 2014.
- Haunted by the Things You Love. Visionary Living, 2014. ISBN 9780986077814. With John Zaffis[англ.].
- Develop Your Miracle Mind Consciousness, Visionary Living, 2014.
- The Art of Black Mirror Scrying.  Visionary Living, 2014.
- Guide to Psychic Power.  Visionary Living, 2015.
- Calling Upon Angels: How Angels Help Us in Daily Life. Visionary Living, 2015.

### Издания на русском языке
- Гуили Р. Э. Энциклопедия привидений и духов = The Encyclopedia of ghosts and spirits / Пер. с англ.. — М.: Вече; Александр Корженевский, 1997. — 654 с. — (Энциклопедии. Справочники. Неумирающие книги). — 16 000 экз. — ISBN 5-7838-0182-8.
- Гуили Р. Э. Энциклопедия ведьм и колдовства = The Encyclopedia of witches and witchcraft / Пер. с англ. Юлия Артёмова. — М.: Вече; Александр Корженевский, 1998. — 670 с. — (Энциклопедии. Справочники. Неумирающие книги). — ISBN 5-7838-0210-7.
- Гуили Р. Э. Энциклопедия ангелов = The Encyclopedia of Angels / Пер. с англ. Ю. Соколов. — М.: Вече, 2008. — 432 с. — (Историческая литература). — 5000 экз. — ISBN 978-5-9533-1941-6.
- Гуили Р. Э. Энциклопедия магии и алхимии = The Encyclopedia of Magic and Alchemy / пер. с англ. А. Панкиной, В. Федосовой, А. Мирской, Ю. Махотина, А. Теппер, А. Борская, К. Красник, Н. Суслова. — СПб.: Азбука, 2013. — 608 с. — (Все тайны мира). — 5000 экз. — ISBN 978-5-389-05695-4.
- Гуили Р. Э. Энциклопедия святых = The Encyclopedia of Saints / пер. с англ. Т. А. Шушлебиной. — СПб.: Азбука, 2014. — 560 с. — (Все тайны мира). — 4000 экз. — ISBN 978-5-389-04648-1.

## Документальные и телевизионные передачи
- Children of the Grave (2008) (сценарий) The Sci-Fi Channel[16]
- The Lost Tapes (seasons 2 and 3). Animal Planet.[17]
- The Haunted. Animal Planet.
- Angels: Good or Evil. History Channel.[18]
- Witchcraft in Salem, Mysterious Journeys. The Travel Channel
- The Secret Life of Vampires, A&E
- Dreams and Food, The Discovery Health Channel
- Divine Magic: The World of the Supernatural: The Restless Dead, Time-Life Films
- Divine Magic: The World of the Supernatural: Dreams of Gold, Time-Life Films
- The Quest: Lunar Mysteries, Discovery Channel
- Adventures Beyond: America’s Most Haunted, Bob Schott Productions
- The Science and Power of Prayer, Hartley Film Foundation
- The Possessed[англ.] (2009)